# Timoto-cuica
Els timoto-cuica van representar els grups indígenes més avançats dins del territori veneçolà i estaven relacionats amb la cultura txibtxa (els muisca) dels Andes. Es van localitzar als estats de Mèrida, Táchira i Trujillo.
Estaven formats per diferents tribus: timotos, capachos, tabayes, mucuchíes, taribas, escuqueyes, carachis, betijoqueyes, guaraques, cuicas, guitas, chachopos i licuipos. Segons Miguel Acosta Saignes, els timotos o timotins tenien Mèrida com a hàbitat principal, i els cuica, el territori trujillano; que els situa com a pertanyents a l'àrea cultural dels Andes veneçolans.

## Com era la vida

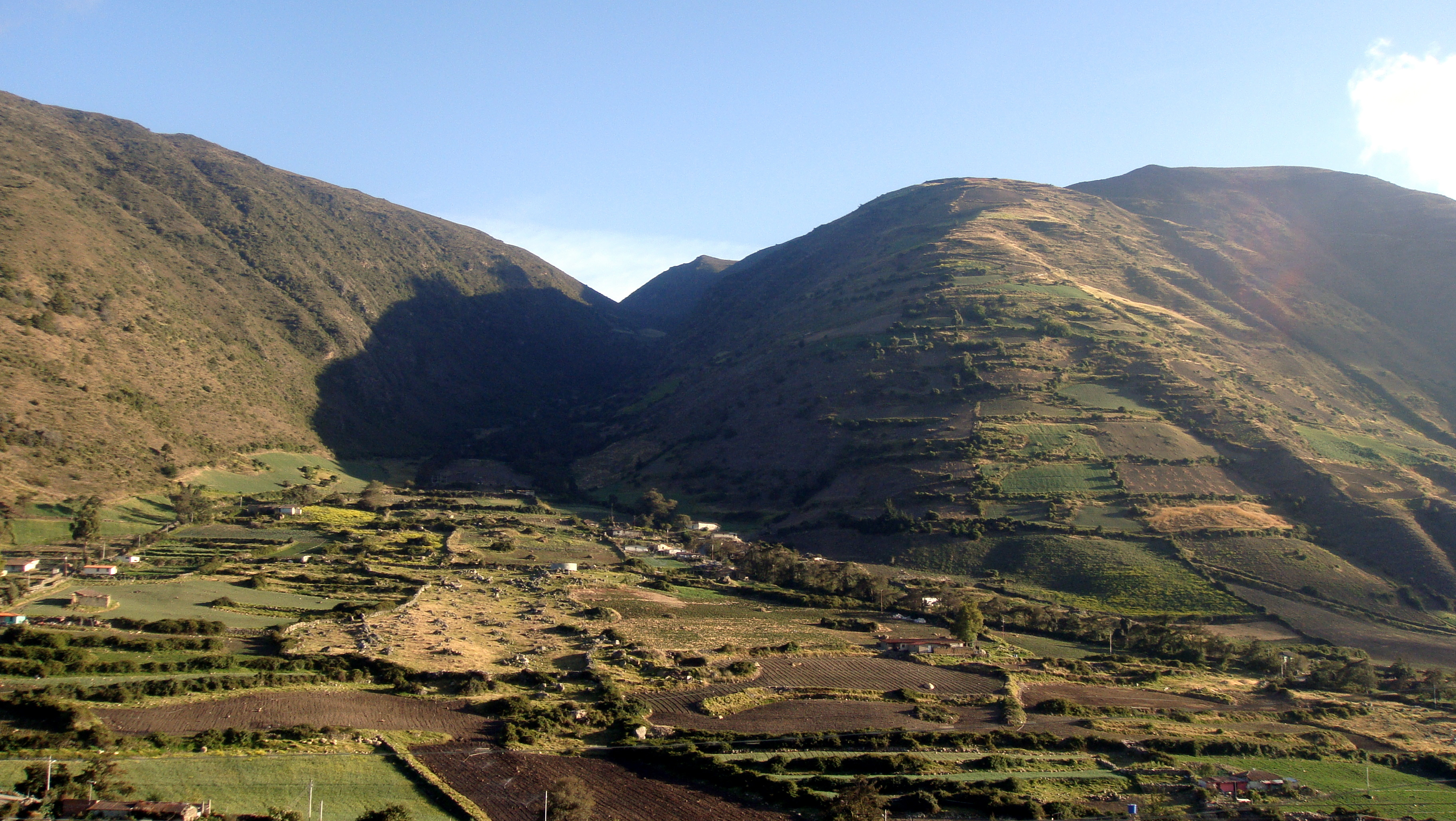
El camp a Mérida, el territori que ocupaven els timotos o timotins

Van desenvolupar l'agricultura de regadiu en terrasses construïdes en les àrees muntanyenques. Van conrear dacsa, papa, cacau, i yuca dolça. Domesticaven animals (gall dindis, paujís i guacharaca). Realitzaven intercanvis comercials amb mantes, agulles etc. Utilitzaven com a moneda les llavors de cacau. Usaven sistemes de reg i construïen andanes (terrasses) per a evitar l'erosió. Coneixien la ceràmica ―van ser excel·lents terrissaires― i elaboraven objectes d'or, i també eren textilers.
Practicaven el comerç amb altres comunitats indígenes mitjançant l'intercanvi de les seves artesanies per productes i fruits com el cotó i la sal. D'acord amb alguns estudis, es creu que els timotocuicas van practicar la barata amb els arawaks i els caribs, van sostenir enfrontaments i van sotmetre a altres petites tribus, que van començar a dependre d'elles, sobretot en el camp lingüístic.

## Aspectes polític i social

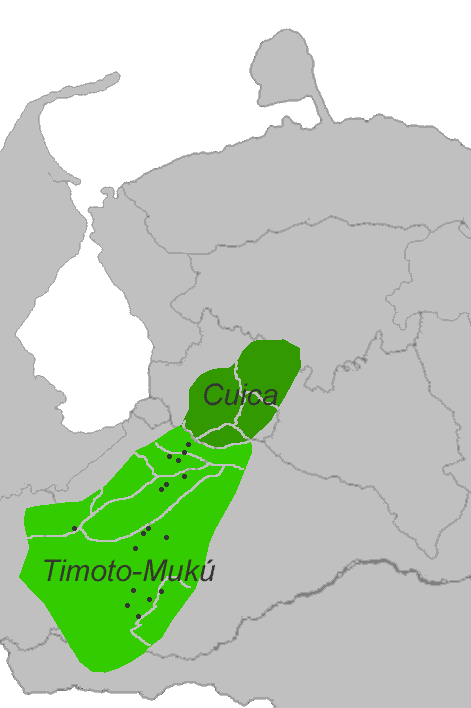
Toponímia timoto i cuica

El cap de la tribu era l'home més vell i amb major experiència en l'agricultura. Eren guerrers, lluitaven tirant pedres amb fones. Usaven verí i macanas com a armes de guerra. Se sap que enterraven vius als seus presoners.
Existia diferenciació social marcada. Els sacerdots tenien una certa importància dins de la tribu. Abans del matrimoni, el nuvi havia de residir a la casa de la núvia. Practicaven la divisió de treball.

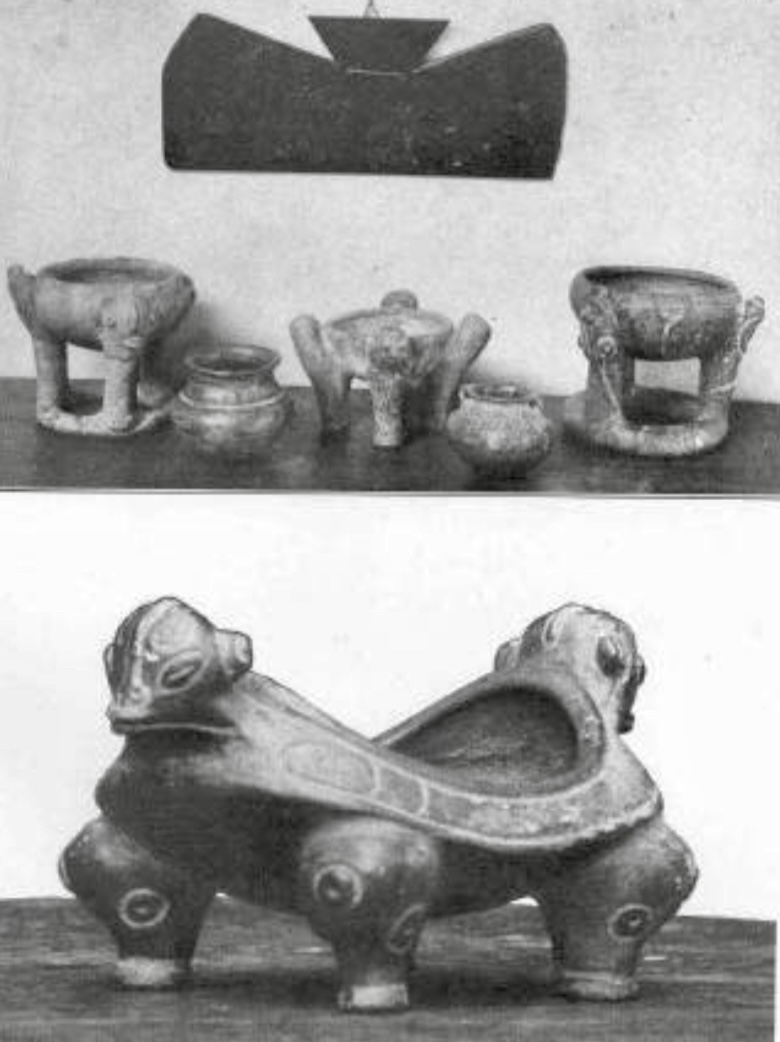
Placa dels Nikitaos i terrissa dels Cuica

Fray Pedro de Aguado en les seves cròniques descriu als indígenes dels caminis veneçolans d'aquesta manera
| «                      | "és aquesta gent d'aquesta vall gairebé de la mateixa manera i traça que de la de la vall de Santiago, excepte que tots portaven uns sacs de mantes de fil de cabuya molt llargs i justos al cos, vestits i lligats amb unes cabuyas o fils per sobre les espatlles i recollit el molt llarg en la cintura, per on portaven cenyits i recollits aquests sacs" | » |
| — Fray Pedro de Aguado | |   |

## Religió
Practicaven el fetitxisme, és a dir, que adoraven els objectes materials que eren ídols representats en pedra i argila. Els timoto-cuicas consideraven al cérvol com a deïtat de la guerra; la ratapinyada com la del somni i la mort; el paují com a símbol del comandament. Es feien sacrificis humans en zones elevades.

## Artefactes precolombins dels Andes de Veneçuela
El Dr. Renato Pennino del Cos Consular Italià acreditat a Mèrida des de 1956 ha portat a efecte diverses exploracions arqueològiques en la proximitat de la població de San Rafael de Mucuchíes, i ha aconseguit trobar diversos objectes precolombins entre ells un puma de ceràmica, un ídol sencer i diversos instruments musicals en fang, una figurilla semblant a un àngel i un cisell de sílice. Aquests últims objectes es creu els portaven penjats al pit els indis.
El Dr. Pennino, qui practicava en els seus dies de descans aquestes recerques, diu que possiblement els objectes trobats van pertànyer als indis Timotos i Timemes que van habitar aquesta regió fa més de 450 anys.

## Galeria

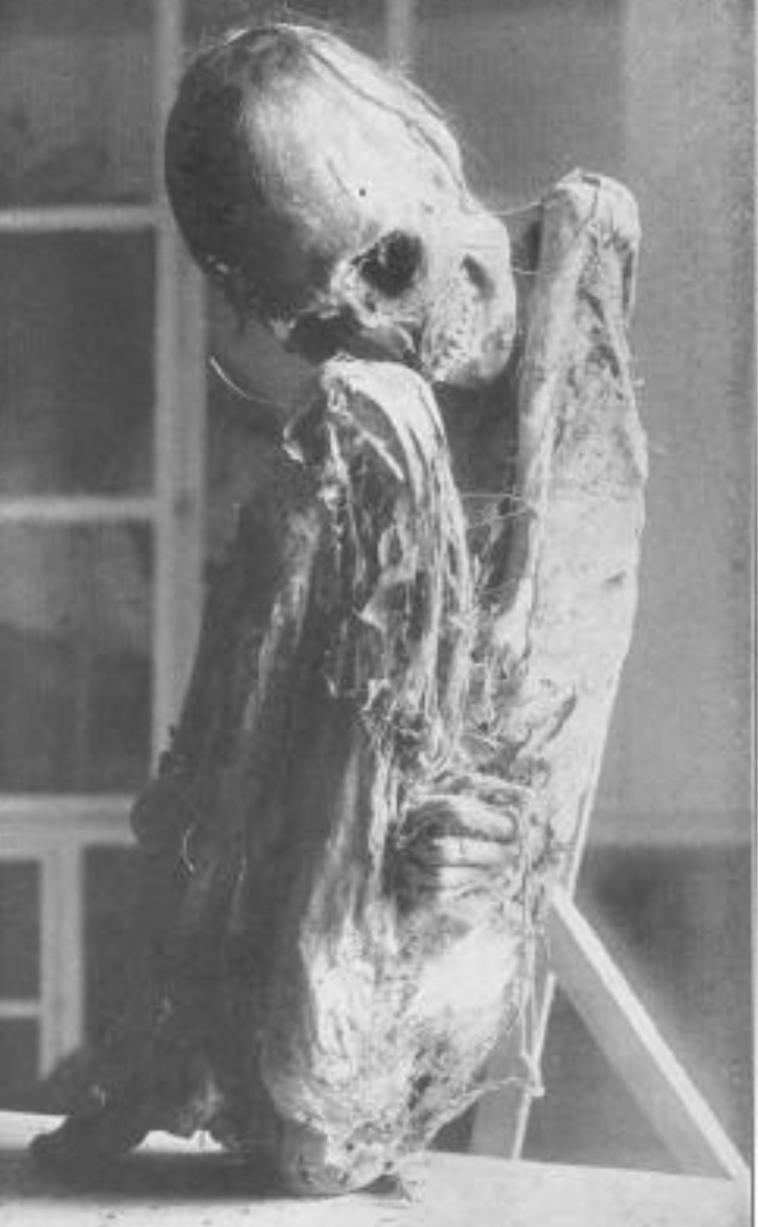
Mòmia dels Isnumbíes, Museu Diocesà de Mérida
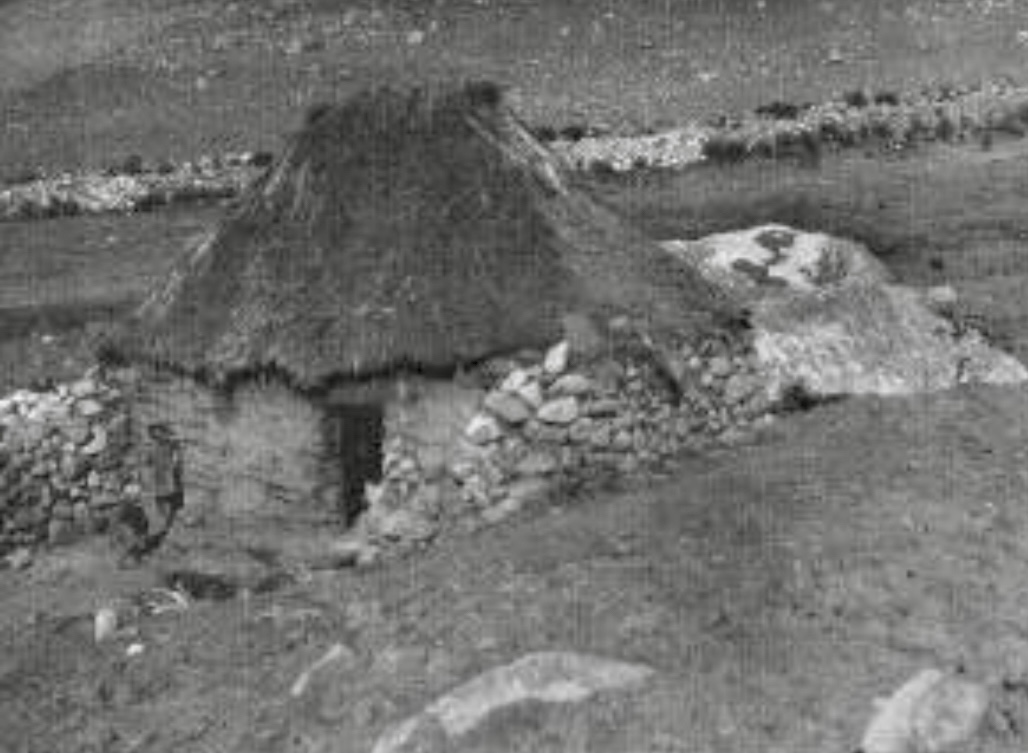
Habitació dels indis dels erms d'Apartaderos
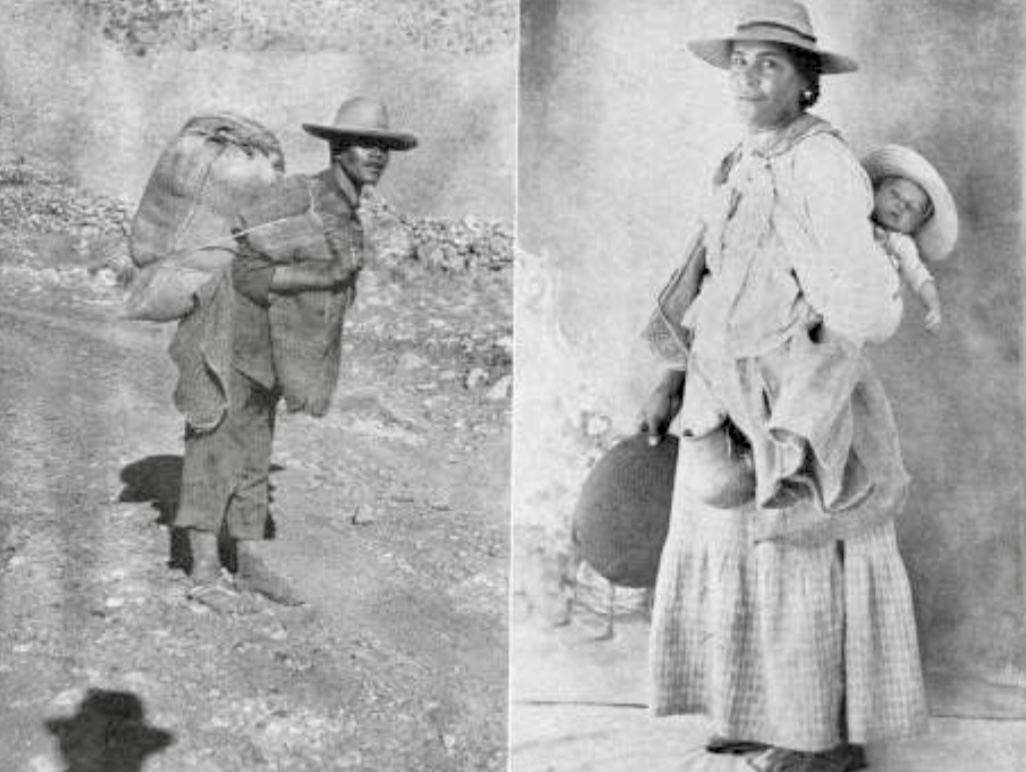
Indis Mucuchíes, part de la tribu Timoto
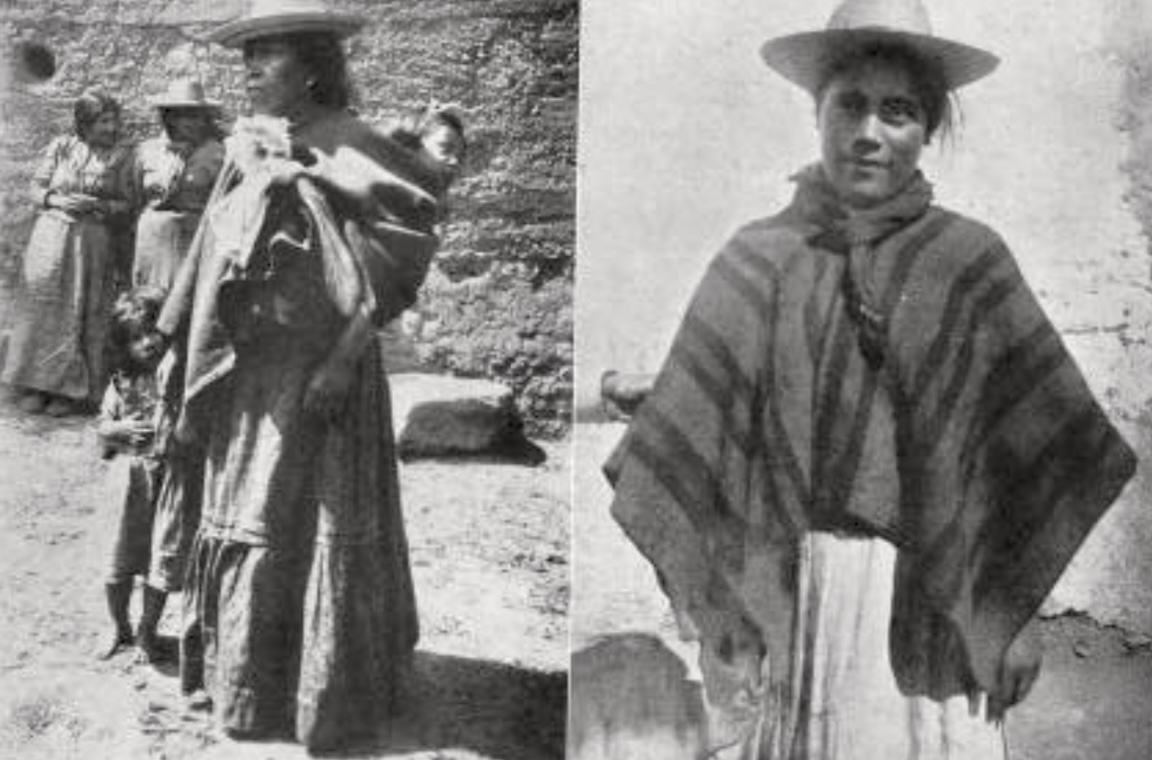
Índies Mucuchíes
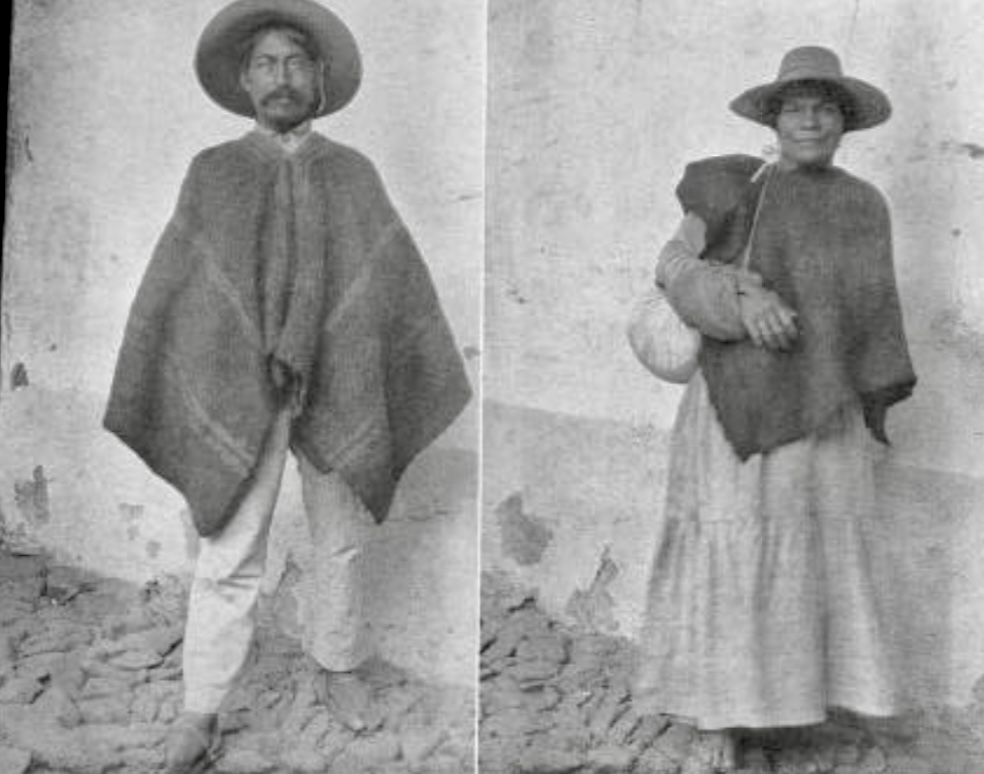
Indis Mucuchíes de Misteke, Veneçuela